# هاري برايدن
هاري برايدن (بالإنجليزية: Harry Bryden) هو عالم محيطات أمريكي، ولد في 9 يوليو 1946 في بروفيدنس في الولايات المتحدة.